# Gold River (Muchalat Inlet)
Der Gold River ist ein Fluss auf Vancouver Island in der westkanadischen Provinz British Columbia.

## Verlauf
Der Gold River hat seine Quelle an der Südgrenze des Strathcona Provincial Park. Er fließt zuerst in westlicher Richtung durch die kleineren Seen Chetwood Lake und Eena Lake, darauf mündet er in den Gold Lake und durchfließt diesen. Westlich von diesem wechselt die Richtung dann nach Süden und wird weitgehend beibehalten. Der Fluss durchquert den Gold Muchalat Provincial Park, südlich des Parks mündet der Muchalat River in den Gold River. Vorbei an der Gemeinde Gold River mündet der Fluss dann in den Muchalat Inlet, der über den Nootka Sound in den Pazifischen Ozean fließt.